# Großer Preis des Pazifiks
Als Großer Preis des Pazifiks wurde in den Saisons 1994 und 1995 ein Formel-1-Rennen in Japan auf dem Tanaka International Circuit in Aida nahe Kōbe in der Präfektur Okayama ausgetragen.
Der Hauptinitiator dieser Veranstaltung war Hajime Tanaka, der den Kurs 1990 bauen ließ und dessen größter Wunsch es war, die Formel 1 als Gast zu haben. Tanaka erhielt Unterstützung von der Präfektur Okayama, welche in dem Rennen eine Möglichkeit sah, für die Region zu werben.
Das zweite Rennen im Jahr 1995 musste kurzfristig vom ursprünglichen Termin im April auf den Oktober verlegt werden, da das Große Hanshin-Erdbeben die ohnehin nur schwer zugängliche Strecke für die erwartete Zuschauermenge unerreichbar machte.
Bei den Fahrern war der Grand Prix eher unbeliebt, da der Kurs als zu langsam und überholfeindlich angesehen wurde.
Der Name Großer Preis des Pazifiks wurde gewählt, da sowohl 1994 als auch 1995 ein weiteres Rennen im Formel-1-Kalender als Großer Preis von Japan ausgetragen wurde.
Bereits von 1960 bis 1963 wurde im kalifornischen Laguna Seca der Große Preis des Pazifiks ausgetragen. Die Rennen zählten jedoch nicht zur Automobil-/Formel-1-Weltmeisterschaft.

## Ergebnisse
| Auflage | Jahr          | Strecke                        | Sieger                                | Zweiter                            | Dritter                          | Pole-Position                      | Schnellste Runde                      |  |
| ------- | ------------- | ------------------------------ | ------------------------------------- | ---------------------------------- | -------------------------------- | ---------------------------------- | ------------------------------------- |  |
| 1       | 1960          | Laguna Seca                    | Stirling Moss (Lotus-Climax)          | unbekannt                          | unbekannt                        | unbekannt                          | unbekannt                             |  |
| 2       | 1961          | Laguna Seca                    | Stirling Moss (Lotus-Climax)          | Dan Gurney (Lotus-Climax)          | Jack Brabham (Cooper-Climax)     | unbekannt                          | Dan Gurney (Lotus-Climax)             |  |
| 3       | 1962          | Laguna Seca                    | Roger Penske (Zerex Special-Climax)   | Lloyd Ruby (Lotus-Climax)          | Bruce McLaren (Cooper-Climax)    | unbekannt                          | unbekannt                             |  |
| 4       | 1963          | Laguna Seca                    | Dave MacDonald (Cooper-Ford)          | A. J. Foyt (Scarab-Oldsmobile)     | Jim Hall (Chaparral-Chevrolet)   | unbekannt                          | Dave MacDonald (Cooper-Ford)          |  |
|         | 1964 bis 1993 | kein Großer Preis des Pazifiks | kein Großer Preis des Pazifiks        | kein Großer Preis des Pazifiks     | kein Großer Preis des Pazifiks   | kein Großer Preis des Pazifiks     | kein Großer Preis des Pazifiks        |  |
|         |               |                                |                                       |                                    |                                  |                                    |                                       |  |
| 1       | 1994          | TI Aida                        | Michael Schumacher (Benetton-Ford)    | Gerhard Berger (Ferrari)           | Rubens Barrichello (Jordan-Hart) | Ayrton Senna (Williams-Renault)    | Michael Schumacher (Benetton-Ford)    |  |
| 2       | 1995          | TI Aida                        | Michael Schumacher (Benetton-Renault) | David Coulthard (Williams-Renault) | Damon Hill (Williams-Renault)    | David Coulthard (Williams-Renault) | Michael Schumacher (Benetton-Renault) |  |
|         | seit 1996     | kein Großer Preis des Pazifiks | kein Großer Preis des Pazifiks        | kein Großer Preis des Pazifiks     | kein Großer Preis des Pazifiks   | kein Großer Preis des Pazifiks     | kein Großer Preis des Pazifiks        |  |

| Legende   | Legende                                                                                              | Legende                                                     |
| Abkürzung | Klasse                                                                                               | Kommentar                                                   |
| --------- | --- | ----------------------------------------------------------- |
| F1        | Formel 1                                                                                             | Formel-1-Weltmeisterschaft ab 1950                          |
| F2        | Formel 2                                                                                             |                                                             |
| FL        | Formula libre                                                                                        | Fahrzeugklasse in der Regel vom Veranstalter ausgeschrieben |
| SW        | Sportwagen                                                                                           |                                                             |
| TW        | Tourenwagen                                                                                          |                                                             |
| GP        | Grand-Prix-Fahrzeuge                                                                                 |                                                             |
|           | ↓ Durchgehende graue Linien zeigen an, wann in der Geschichte auf einem neuen Kurs gefahren wurde. ↓ |                                                             |
|           | |                                                             |
|           | Einträge mit hellrotem Hintergrund waren keine Läufe zur Automobil- bzw. Formel-1-Weltmeisterschaft. |                                                             |
|           | Einträge mit gelbem Hintergrund waren Läufe zur Europameisterschaft.                                 |                                                             |

1 Die Nummerierung wurde 1994 neu begonnen.